# Abrud
Abrud (en hongrois Abrudbánya, en allemand Groß-Schlatten) est une ville du nord-ouest du județ d'Alba, dans la région de Transylvanie, Roumanie, située sur la rivière du même nom.

## Population
En 2011, sa population était de 5 072 habitants.

## Histoire
La cité est fondée par les Romains (Abruttus), et est le lieu où une petite fortification est construite pour défendre les mines d'or voisines, en Alburnus Maior (aujourd'hui, Roșia Montană).
Au Moyen Âge, elle devient une ville en 1427. En 1727, une révolte prend le contrôle de la ville. Une autre révolte de serfs commence en 1784 avec Horea, Cloșca et Crișan comme chefs luttant contre les forces austro-hongroises. Abrud est prise par les révoltés le 6 novembre, avant d'être matée par l'armée autrichienne.

## Démographie
Lors du recensement de 2011, 96,9 % de la population se déclarent roumains (2,45 % ne déclarent pas d'appartenance ethnique et 0,63 % déclarent appartenir à une autre ethnie).

## Politique
| Parti | Parti                                                 | Sièges |
| ----- | ----------------------------------------------------- | ------ |
|       | Parti social-démocrate (PSD)                          | 5      |
|       | Parti national libéral (PNL)                          | 4      |
|       | Union nationale pour le progrès de la Roumanie (UNPR) | 2      |
|       | Parti social roumain (PSRo)                           | 1      |
|       | Alliance des libéraux et démocrates (ALDE)            | 1      |
|       | Parti Mouvement populaire (PMP)                       | 1      |
|       | Indépendant                                           | 1      |

## Personnalités liées à Abrud
- Nick Stuart (1904-1973), acteur, y est né